# سم آلتمن
ساموئل هریس آلتمن (انگلیسی: Samuel Harris Altman؛ زادهٔ ۲۲ آوریل ۱۹۸۵) کارآفرین و سرمایه‌گذار فناوری آمریکایی است که از سال ۲۰۱۹ به‌عنوان مدیر عامل اجرایی شرکت اوپن‌ای‌آی فعالیت می‌کند (او در نوامبر ۲۰۲۳ به‌صورت موقت برکنار و سپس دوباره به سمت خود بازگشت). او یکی از چهره‌های برجسته در بهار هوش مصنوعی به‌شمار می‌رود.
آلتمن پس از دو سال تحصیل در دانشگاه استنفورد، از ادامه تحصیل انصراف داد و شرکت لوپت را تأسیس کرد. این شرکت ارائه‌دهندهٔ خدمات شبکه‌های اجتماعی موبایلی است که بیش از ۳۰ میلیون دلار سرمایه خطرپذیر جذب کرد. آلتمن در سال ۲۰۱۱ به وای کامبینیتر، یک شتاب‌دهنده استارت‌آپ پیوست و از سال ۲۰۱۴ تا ۲۰۱۹ رئیس آن بود. او همچنین به‌عنوان رئیس هیئت مدیره شرکت‌های انرژی پاک هلیون انرژی و Oklo (تا آوریل ۲۰۲۵) فعالیت کرده است. ارزش خالص دارایی‌های آلتمن تا مه ۲۰۲۵ حدود ۱٫۵ میلیارد دلار تخمین زده شده است.

## زندگی و تحصیلات
سم آلتمن در ۲۲ آوریل ۱۹۸۵ در شیکاگو، ایلینوی در یک خانواده یهودی زاده و در سنت لوئیس، میزوری بزرگ شد. مادر او یک متخصص پوست است. آلتمن در سن ۸ سالگی، نخستین کامپیوتر خود، یک مکینتاش اپل را دریافت کرد. او به مدرسه جان باروز، یک مدرسه خصوصی در لادیو، میزوری رفت. در سال ۲۰۰۵ پس از یک سال تحصیل در رشته علوم کامپیوتر در دانشگاه استنفورد بدون کسب مدرک کارشناسی از تحصیل انصراف داد.

## کارآفرینی
سم آلتمن در سال ۲۰۰۵ در سن ۱۹ سالگی همراه با دیگران شرکت لوپت را که یک برنامه تلفن همراه مبتنی بر شبکه اجتماعی مکانی بود، تأسیس کرد. به عنوان مدیرعامل، آلتمن برای این شرکت بیش از ۳۰ میلیون دلار سرمایه جذب کرد. بااینحال، لوپت نتوانست کاربران کافی را جذب کند. در مارس ۲۰۱۲  شرکت گرین‌دات شرکت لوپت را به قیمت ۴۳ میلیون دلار خرید. ماه بعد، آلتمن به همراه برادر خود، جک آلتمن، شرکت سرمایه‌گذاری Hydrazine Capital را تأسیس کرد.
آلتمن در سال ۲۰۱۱ به عنوان شریک در وای کامبینیتر مشغول به کار شد و ابتدا به صورت پاره‌وقت در آنجا فعالیت کرد. این شرکت در سال ۲۰۰۵ در همان نخستین دوره جذب، بر روی شرکت لوپت سرمایه‌گذاری کرده بود. در فوریه ۲۰۱۴ آلتمن توسط بنیان‌گذار وای کامبینیتر پل گراهام، به عنوان رئیس وای کامبینیتر منصوب شد. آلتمن در یک پست وبلاگی در سال ۲۰۱۴ گفت که ارزش کل شرکت‌های وای کامبینیتر از ۶۵ میلیارد دلار فراتر رفته است که شامل ایربی‌ان‌بی، دراپ‌باکس، زنفیتس و استرایپ می‌شود. در سپتامبر ۲۰۱۶ آلتمن نقش گسترده‌تر خود به عنوان رئیس YC Group را اعلام کرد که شامل وای کامبینیتر و سایر واحدها بود. آلتمن گفت که امیدوار است وای کامبینیتر را به سمتی ببرد که سالانه ۱۰۰۰ شرکت جدید را تأمین مالی کند. او همچنین سعی کرد تا انواع شرکت‌هایی که توسط YC تأمین مالی می‌شوند، به ویژه شرکت‌های فناوری سخت را گسترش دهد. در اکتبر ۲۰۱۵ آلتمن YC Continuity، یک صندوق سهام ۷۰۰ میلیون دلاری را معرفی کرد که در شرکت‌های وای کامبینیتر که در حال رشد بودند سرمایه‌گذاری می‌کرد. یک هفته پیش‌تر، آلتمن Y Combinator Research، یک آزمایشگاه تحقیقاتی غیرانتفاعی را معرفی و ۱۰ میلیون دلار به آن اهدا کرد. YC Research تاکنون پژوهش‌هایی در مورد درآمد پایه، آینده محاسبات، آموزش، و ساخت شهرهای جدید انجام داده است. در مارس ۲۰۱۹، YC اعلام کرد که آلتمن از ریاست شرکت به نقش کمتر فعال به عنوان رئیس هیئت مدیره منتقل می‌شود تا بر اوپن‌اِی‌آی متمرکز شود. این تصمیم پس از اعلام وای کامبینیتر مبنی بر انتقال ستاد خود به سان فرانسیسکو گرفته شد. او دیگر با YC مرتبط نیست.
آلتمن در سال ۲۰۱۹ شرکت Tools For Humanity را تأسیس کرد که سیستم‌هایی را برای اسکن چشم افراد برای اصالت‌سنجی برای مبارزه با تقلب می‌ساخت و توزیع می‌کرد. افرادی که موافقت می‌کنند چشم‌های خود را اسکن کنند به آن‌ها یک ارز رمزپایه به نام Worldcoin پرداخت خواهند شد.

### اوپن‌اِی‌آی
اوپن‌اِی‌آی (OpenAI) در ابتدا توسط آلتمن، گرگ براکمن، ایلان ماسک، جسیکا لیوینگستون، پیتر تیل، مایکروسافت، خدمات وب آمازون، اینفوسیس، و تحقیقات وای کامبینیتر تأمین مالی شد. هنگام راه‌اندازی اوپن‌اِی‌آی در سال ۲۰۱۵ نزدیک به ۱ میلیارد دلار جمع‌آوری کرده بود. در مارس ۲۰۱۹ سم آلتمن از وای کامبینیتر جدا شد تا به‌طور تمام‌وقت به عنوان مدیرعامل بر اوپن‌اِی‌آی متمرکز شود. تا تابستان ۲۰۱۹ او کمک کرده بود تا اوپن‌اِی‌آی ۱ میلیارد دلار از مایکروسافت سرمایه جذب کند. آلتمن در ۱۶ می ۲۰۲۳ در مقابل زیرکمیته قضایی سنای ایالات متحده در مورد حریم خصوصی، فناوری و قانون دربارهٔ مسائل نظارت بر هوش مصنوعی شهادت داد. در ۱۷ نوامبر ۲۰۲۳ هیئت مدیره اپن‌آی‌آی اعلام کرد که تصمیم گرفته است آلتمن را از مقام مدیرعاملی برکنار کند. هیئت مدیره گفت که آلتمن به‌طور مداوم در ارتباطات خود ناصادق بوده است.
یک روز پس از برکناری آلتمن، هیئت مدیره در حال بحث برای بازگرداندن او بود. همچنین گفته شد که پیش از برکناری آلتمن، او به سرمایه‌گذاران می‌گفت که برای راه‌اندازی یک شرکت جدید برنامه‌ریزی کرده است. در ۲۰ نوامبر ۲۰۲۳ مدیرعامل مایکروسافت، ساتیا نادلا اعلام کرد که آلتمن به مایکروسافت می‌پیوندد تا یک تیم پژوهشی پیشرفته در زمینه هوش مصنوعی را رهبری کند. دو روز بعد، اوپن‌اِی‌آی اعلام کرد که آلتمن به عنوان مدیرعامل بازگشته است و هیئت مدیره آن بازسازی شده است.

### نظارت بر هوش مصنوعی
سم آلتمن از کنشگران اعمال مقررات بیشتر بر این صنعت هوش مصنوعی است. او همواره از اثرات هوش مصنوعی بر مشاغل و دموکراسی و ایجاد اطلاعات نادرست ابراز نگرانی کرده است. او در مه ۲۰۲۳ از کنگره آمریکا خواست با ایجاد یک سازمان نظارتی جدید، بر صنعت هوش مصنوعی مقررات وضع کند.

### سایر فعالیت‌ها
پس از استعفای مدیرعامل ردیت ییشان وانگ در سال ۲۰۱۴ آلتمن به مدت هشت روز مدیرعامل ردیت بود. او بازگشت استیو هافمن به عنوان مدیرعامل در ۱۰ ژوئیه ۲۰۱۵ را اعلام کرد. در طول همه‌گیری کووید ۱۹، آلتمن به تأمین مالی و ایجاد پروژه کووالنس کمک کرد تا به پژوهشگران کمک کند تا به سرعت آزمایش‌های بالینی را با همکاری TrialSpark، یک استارتاپ آزمایش بالینی، راه‌اندازی کنند. در طول بحران بانک سیلیکون ولی در اواسط مارس ۲۰۲۳ آلتمن به چندین استارتاپ کمک مالی کرد. آلتمن در استارتاپ‌های فناوری و شرکت‌های انرژی هسته‌ای سرمایه‌گذاری می‌کند. برخی از شرکت‌های موجود در سبد سرمایه‌گذاری او شامل ایربی‌ان‌بی، استرایپ، و Retro Biosciences می‌شوند. او همچنین رئیس هیئت مدیره هلیون انرژی، یک شرکت متمرکز بر توسعه فیوژن هسته‌ای و اوکلو، یک شرکت شکافت هسته‌ای است.
آلتمن بیش از ۳۷۵ میلیون دلار در هلیون انرژی که یک استارتاپ انرژی هسته‌ای است، سرمایه‌گذاری کرد. او همچنین ۱۸۰ میلیون دلار در Retro Biosciences، استارتاپی که با هدف افزایش طول عمر انسان تا ۱۰ سال تأسیس شده، سرمایه‌گذاری کرد.
ریکد گزارش داد که آلتمن ممکن است برای انتخابات فرمانداری کالیفرنیا در سال ۲۰۱۸ کاندیدا شود که او وارد آن نشد. در سال ۲۰۱۸ آلتمن پروژه سیاسی The United Slate را برای بهبود سیاست‌های مسکن و بهداشت اعلام کرد. در سال ۲۰۱۹ آلتمن در خانه خود در سان فرانسیسکو برای نامزد ریاست جمهوری دموکرات ۲۰۲۰ اندرو یانگ، جلسه جذب و جمع‌آوری کمک‌های مالی برگزار کرد. در می ۲۰۲۰ آلتمن ۲۵۰٬۰۰۰ دلار به American Bridge 21st Century، یک سوپر-PAC حامی نامزد ریاست جمهوری دموکرات جو بایدن اهدا کرد. پس از موفقیت چت‌جی‌پی‌تی، آلتمن در مه ۲۰۲۳ یک تور جهانی انجام داد که در آن از ۲۲ کشور بازدید و با چندین رهبر و دیپلمات دیدار کرد. از جمله این افراد نخست‌وزیر بریتانیا ریشی سوناک، رئیس‌جمهور فرانسه امانوئل مکرون، نخست‌وزیر اسپانیا پدرو سانچز، صدراعظم آلمان اولاف شولتز، نخست‌وزیر هند نارندرا مودی، رئیس‌جمهور کره جنوبی یون سوک-یول، و رئیس‌جمهور اسرائیل اسحاق هرتزوگ بودند.

## استقبال

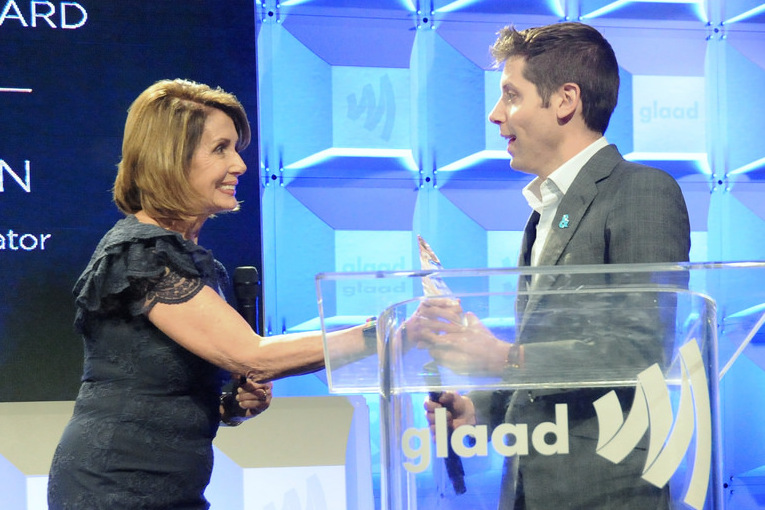
نانسی پلوسی در حال اهدای جایزه ریک ویلند به آلتمن در سال ۲۰۱۷.

نانسی پلوسی در سال ۲۰۱۷ جایزه ریک ویلند را به آلتمن اهدا کرد. در سال ۲۰۱۷ آلتمن دکترای افتخاری مهندسی از دانشگاه واترلو در کانادا را به دلیل حمایت از شرکت‌ها از طریق برنامه کارآفرینی ولوسیتی دریافت کرد. دولت اندونزی در سپتامبر ۲۰۲۳ نخستین ویزای طلایی کشور و یک گذرنامه مرزی ۱۰ ساله را به آلتمن اعطا کرد.
آلتمن در سال ۲۰۲۳ توسط مجله تایم به عنوان یکی از ۱۰۰ نفر تأثیرگذارترین افراد در جهان نامیده شد. در سال ۲۰۰۸ به عنوان یکی از بهترین کارآفرینان جوان در فناوری توسط بلومبرگ بیزنس‌ویک نامیده شد. او به عنوان بهترین سرمایه‌گذار زیر ۳۰ سال توسط مجله فوربز در سال ۲۰۱۵ نامیده شد. آلتمن در سال‌های ۲۰۱۶، ۲۰۲۲، و ۲۰۲۳ به نشست بیلدربرگ دعوت شد.

## زندگی شخصی
آلتمن از کودکی گیاه‌خوار بود. او همجنس‌گرا است و برای نخستین بار در سن ۱۷ سالگی در دبیرستان به هویت جنسی خود اشاره کرد، زمانی که پس از اعتراض برخی دانش‌آموزان به سخنران روز ملی آشکارسازی (National Coming Out Day) به این موضوع واکنش نشان داد و سخن گفت.
آلتمن به مدت نه سال با نیک سیوو، هم‌بنیان‌گذار لوپت، در رابطه بود. آن‌ها کمی پس از خریده شدن شرکت در سال ۲۰۱۲ از هم جدا شدند. آلتمن در ژانویه ۲۰۲۴ با اولیور مولهرین، مهندس، در عمارت خود در هاوایی ازدواج کرد. این زوج همچنین در محله راشان هیل سان فرانسیسکو زندگی می‌کنند و بیشتر آخر هفته‌ها را در ناپا، کالیفرنیا می‌گذرانند. آن‌ها در مه ۲۰۲۴ با امضای تعهد بخشش متعهد شدند که بخش عمده ثروت خود را اهدا کنند. در ۲۲ فوریه ۲۰۲۵ آلتمن تولد پسرش را اعلام کرد.
آلتمن یک پریپر (آماده‌سازی برای بحران‌ها) است. او در سال ۲۰۱۶ گفت: «من اسلحه، طلا، یدید پتاسیم، آنتی‌بیوتیک‌ها، باتری‌ها، ماسک‌های گاز از نیروهای دفاعی اسرائیل، و قطعه زمین بزرگی در بیگ سور دارم که می‌توانم به آنجا پرواز کنم.»
در ژانویه ۲۰۲۵ خواهر سم آلتمن با طرح شکایتی به دادگاه او را متهم کرد که بین سال‌های ۱۹۹۷ (هنگامیکه او سه ساله و برادرش ۱۲ ساله بوده) تا ۲۰۰۶ بارها از او سوءاستفاده جنسی و تجاوز می‌کرده است و خواهان دریافت غرامتی برابر با ۷۵ هزار دلار شد. سم آلتمن در بیانیه مشترکی که به همراه مادر و دو برادر خود در شبکه اجتماعی ایکس همه این اتهامات را رد کرد و ادعا کرد که خواهرش دچار مشکلات روانی است.